# Víctimas de la Guerra Civil en Galicia

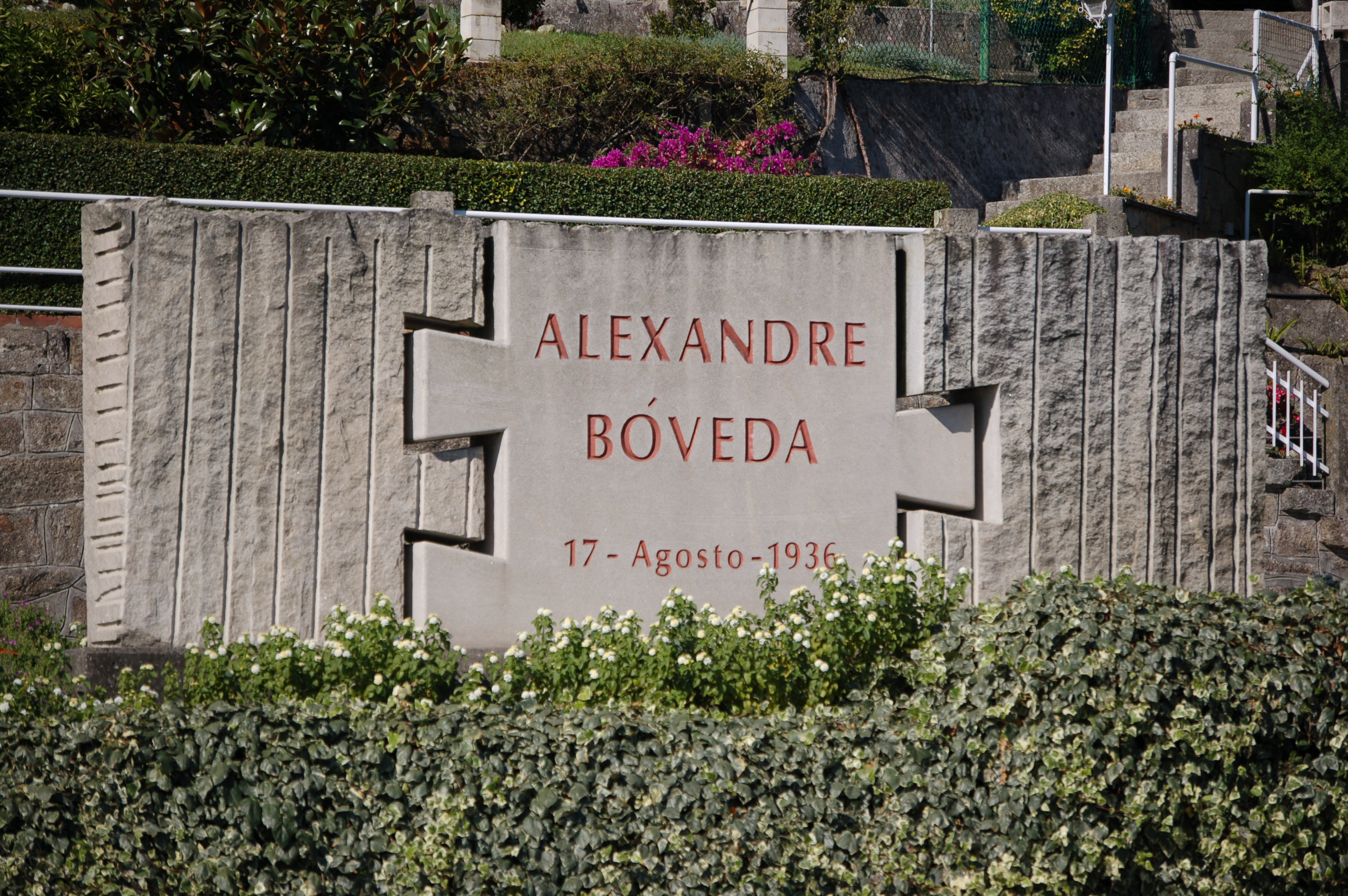
Monumento a Alexandre Bóveda en el lugar donde fue fusilado el 17 de agosto de 1936.

Durante la guerra civil española fueron ejecutadas en Galicia 5.651 personas, y otras 8.106 más fueron procesadas por delitos relacionados con el conflicto, según las conclusiones provisionales del informe As vítimas, os nomes, as voces e os lugares, elaborado por una comisión interuniversitaria a instancias de la Consejería de Cultura de la Junta de Galicia. 
De los 5.651 muertos, 5.561 fueron hombres y 90 mujeres, mientras que de los procesados los hombres fueron 7.782 y las mujeres 324.

## Distribución de los muertos
El informe clasifica los fallecidos en dos bloques, según las circunstancias de la muerte:
- Extrajudicial (paseados, ejecuciones sin formación de causa, muerte durante la detención, muertes en tiroteos) – 4.560.
- Ejecuciones – 1.091.